# Seznam slezských šlechtických rodů, K
Tento seznam obsahuje výčet šlechtických rodů, které byly v minulosti spjaty s územím Slezska. Podmínkou uvedení je držba majetku, která byla v minulosti jedním z hlavních atributů šlechty, případně, zejména u šlechty novodobé, jejich služby ve státní správě na území Slezska či podnikatelské aktivity. Platí rovněž, že u šlechty, která nedržela konkrétní nemovitý majetek, jsou uvedeny celé rody, tj. rodiny, které na daném území žily alespoň po dvě generace, nejsou tudíž zahrnuti a počítáni za domácí šlechtu jednotlivci, kteří ve Slezsku vykonávali pouze určité funkce (politické, vojenské apod.) po přechodnou či krátkou dobu. Nejsou rovněž zahrnuti církevní hodnostáři z řad šlechty, kteří pocházeli ze šlechtických rodů z jiných zemí.

## K
- Kabátové z Vyškovic[1]
- z Kadaně
- Kafuňkové z Chlumu
- Kájkovští z Kajkovic[1]
- Kaltenhofové z Malejova [1]
- Kamencové z Kamene[1]
- Kamenohorští z Kamenné Hory [1]
- Kaplové z Labochu[1]
- Karmanští z Karmánek[1]
- Karvinští z Karviné
- Katarynové z Katarů[1]
- Kábové z Rybňan[1]
- Kitlicové z Lešan[1]
- Klešcovští[1]
- Kobylkové z Kobylího
- Kořistkové
- Košičtí ze Zakřova[1]
- Kotulínští z Kotulína[1]
- Kotvicové z Kotvic
- Kozlovští z Kozlova[1]
- Kozubové [1]
- Králíkové z Brocna[1]
- z Kravař
- Králové z Dobré Vody[1]
- z Krnova[2]
- Kropáčové z Nevědomí
- Krušinové z Lichtenburka[1]
- Kůrkové Koberští z Kobersfeldu[1]
- Kuší z Mukoděl[1]
- Kyjové z Kyjova[1]